# Бледноногий пилильщик-ткач
Бледноногий пилильщик-ткач (лат. Pamphilius pallipes) — вид паутинных пилильщиков из семейства Pamphiliidae.

## Распространение
Европа, Россия (европейская часть России, Южная Сибирь, Хабаровский край, Приморский край), Иран, Казахстан, Монголия, Китай, Корея.

## Описание
Голова, в основном, чёрная. Верхняя часть головы, усикове поле и лоб опушенные и отчетливо пунктированные. Лицевой гребень и лоб ниже глазков слабо или умеренно выпуклые. Передний край наличника светлый. Створки яйцеклада толстые, короткие и закруглённые.
Пилильщики-ткачи, чьи ложногусеницы развиваются в свёрнутых в трубочку листьях на берёзе повислой (Betula pendula) и берёзе пушистой (Betula pubescens).